# 透明度错觉
透明度错觉（英語：Illusion of transparency），是一种认知偏差，即个体会认为自己隐藏的情绪一经展现便随即会被他人发现，而实际上他人可能完全感知不到。